# Irmgard Zoll
Irmgard Zoll, geb. Morscheck (* 17. Juni 1938 in Rastenburg, Ostpreußen, heute Kętrzyn, Polen), ist eine deutsche Grafikerin, Illustratorin und Buchgestalterin.

## Leben und Werk
Irmgard Zoll kam infolge des Zweiten Weltkriegs über Dänemark nach Mecklenburg. Von 1952 bis 1955 absolvierte sie eine Lehre als technische Zeichnerin und arbeitete dann im Konstruktionsbüro der Mathias-Thesen-Werft Wismar, später in deren Graphischer Abteilung. 1959/1960 studierte sie an der Fachschule für Angewandte Kunst in Leipzig und von 1960 bis 1965 an der Hochschule für Grafik und Buchkunst Leipzig. Als Diplomarbeit schuf sie u. a. Federzeichnungen, Vignetten, Einband und Schutzumschlag zu Wer den Duft des Essens verkauft..., einer Sammlung von Schwänken zu Hodscha Nasreddin, die als eines der Schönsten Bücher der DDR ausgezeichnet wurde. Als weiteren Teil der Diplomarbeit legte sie eine Hochschulausgabe mit Schuber und zahlreichen Holzstichen zu Schwänken von Roda Roda vor. Nach dem Studienabschluss arbeitete Irmgard Zoll in Leipzig als freischaffende Grafikerin, Illustratorin und Buchgestalterin. Sie war seit 1965 Mitglied des Verbands Bildender Künstler der DDR, Sektion Malerei/Grafik.

## Illustrierte Bücher (unvollständig)
- Jaroslava Blažková: Feuerwerk für Grosspapa. Der Kinderbuchverlag, Berlin, 1962.
- Lena Foellbach: Du liebe Zipfelmütze. Neue Kaspergeschichten. Altberliner Verlag Lucie Groszer, Berlin, 1968.
- Wilhelm Hauff: Das Wirtshaus im Spessart. Buchverlag Der Morgen, Berlin, 1968.[3]
- Heinz Goldberg (Auswahl und Nacherzählung): Finnische Märchen. Altberliner Verlag Lucie Groszer, Berlin, 4. Aufl., 1969.
- Hodscha Nasreddin: Wer den Duft des Essens verkauft. Schwänke und Anekdoten. Rütten & Loening, Berlin, 1966.
- F. M. Dostojewski: Weiße Nächte. Ein empfindsamer Roman aus den Erinnerungen eines Träumers. Insel Verlag, Leipzig 1969 (Insel-Bücherei 254/1B).
- Arkadi Gaidar: Die blaue Tasse. Der Kinderbuchverlag, Berlin, 1970 (Reihe Trompeterbücher).
- Sause Peter sause. Hartpappe für Kinder ab 3 Jahren mit 4zeilern. Abel & Müller Verlag, Leipzig, 1970.
- Juri Korinez: Gruß von Werner. Der Kinderbuchverlag, Berlin, 1972.
- Rudolf Těsnohlídek (neu erzählt von Waltraud Jähnichen): Das schlaue Füchslein. Buchverlag Der Morgen, Berlin, 1974.
- Hansgeorg Meyer (Hrsg.): Merkwürdige Umstände eines Autodiebstahls. 11 Geschichten über 11 Forscher und Erfinder erzählt von 11 Schriftstellern, illustriert von 11 Graphikern. Der Kinderbuchverlag, Berlin, o. J.

## Ausstellungen (unvollständig)
- 1966: Brno, Biennale
- 1967/1968 und 1972/1973: Dresden, VI. Deutsche Kunstausstellung und VII. Kunstausstellung der DDR
- 1974 und 1979: Leipzig, Bezirkskunstausstellungen
- 1979: Berlin, Ausstellungszentrum am Fernsehturm („Die Buchillustrationen in der DDR. 1949–1979“)
- 1980: Bratislava, Biennale der Illustrationen
- 1982: Leipzig („10 Jahre Leipziger Grafikbörse“)
- 1986: Wismar